# Dautmergen
Dautmergen – miejscowość i gmina w Niemczech, w kraju związkowym Badenia-Wirtembergia, w rejencji Tybinga, w regionie Neckar-Alb, w powiecie Zollernalb, wchodzi w skład związku gmin Oberes Schlichemtal. Leży na przedpolu Jury Szwabskiej, ok. 10 km na południowy zachód od Balingen.

## Obóz Dautmergen
W 1944 r. z chwilą przybycia do miejscowości transportu 2000 więźniów z Auschwitz-Birkenau założono w jej pobliżu w ramach Operacji Pustynia obóz koncentracyjny, który był podobozem Natzweiler-Struthof. Więźniami tego obozu byli m.in. Tadeusz Borowski, Przemysław Szudek i Włodzimierz Fijałkowski.